# Andersonit
Andersonit ist ein selten vorkommendes Mineral aus der Mineralklasse der „Carbonate und Nitrate“ mit der chemischen Zusammensetzung Na2Ca[UO2|(CO3)3]·6H2O und ist damit chemisch gesehen ein wasserhaltiges Natrium-Calcium-Uranylcarbonat.
Andersonit kristallisiert im trigonalen Kristallsystem und entwickelt nur selten Kristalle und tritt häufiger in Form von grüngelben, krustigen Aggregaten und Überzügen besonders auf Sandstein auf.

## Etymologie und Geschichte
Erstmals gefunden wurde Andersonit im Jahr 1951 von dem Geologen Charles A. Anderson (1902–1990) in der Hillside Mine nahe Bagdad im Yavapai County des US-Bundesstaates Arizona zusammen mit den bis dato unbekannten Uranylcarbonaten Swartzit und Bayleyit. Die Mine war zunächst für ihren Gehalt an Gold, Silber, Blei und Zink in Form sulfidischer Minerale bekannt. Die Uranminerale wurden nur an einer Stelle als 0,3 mm dicke Schicht auf Gips, etwa 12 m über dem Grundwasserspiegel gefunden. Die geologische Herkunft des Urans war dabei nicht bekannt und anschließende Minenarbeiten ließen keine weiteren Untersuchungen zur Geologie zu. Für die ersten Analysen standen 3,8 mg von Andersonit zur Verfügung, sodass die weiteren Analysen an synthetischem Material verifiziert wurden. Das Mineral wurde schließlich nach seinem Entdecker benannt.
Das Typmaterial des Minerals wird am National Museum of Natural History (Katalog Nr. 106112–106115) in Washington, D.C. aufbewahrt.

## Klassifikation
In der veralteten 8. Auflage der Mineralsystematik nach Strunz gehörte der Andersonit zur gemeinsamen Mineralklasse der „Carbonate, Nitrate und Borate“ und dort zur Abteilung der „Wasserhaltigen Carbonate mit fremden Anionen“, wo er zusammen mit Bayleyit, Liebigit, Metazellerit, Rabbittit, Rutherfordin, Schröckingerit, Sharpit, Studtit, Swartzit, Voglit, Wyartit und Zellerit die „Gruppe der Uranyl-Carbonate“ mit der System-Nr. Vb/D.04 bildete.
Im zuletzt 2018 überarbeiteten und aktualisierten Lapis-Mineralienverzeichnis nach Stefan Weiß, das sich aus Rücksicht auf private Sammler und institutionelle Sammlungen noch nach dieser klassischen Systematik von Karl Hugo Strunz richtet, erhielt das Mineral die System- und Mineral-Nr. V/F.02-40. In der „Lapis-Systematik“ entspricht dies der Abteilung „Uranylcarbonate [UO2]2+–[CO3]2−“, wo Andersonit zusammen mit Agricolait, Bayleyit, Čejkait, Fontanit, Grimselit, Leószilárdit, Liebigit, Metazellerit, Swartzit und Zellerit eine eigenständige, aber unbenannte Gruppe bildet.
Die seit 2001 gültige und von der International Mineralogical Association (IMA) bis 2009 aktualisierte 9. Auflage der Strunz’schen Mineralsystematik ordnet den Andersonit in die neu definierte Klasse der „Carbonate und Nitrate“, dort allerdings ebenfalls in die Abteilung der „Uranylcarbonate“ ein. Diese ist jedoch weiter unterteilt nach dem Stoffmengenverhältnis vom Uranyl- zum Carbonatkomplex, so dass das Mineral entsprechend seiner Zusammensetzung in der Unterabteilung „UO2 : CO3 = 1 : 4“ zu finden ist, wo es als einziges Mitglied die unbenannte Gruppe 5.ED.30 bildet.
Die vorwiegend im englischen Sprachraum gebräuchliche Systematik der Minerale nach Dana ordnet den Andersonit wie die veraltete Strunz’sche Systematik in die gemeinsame Klasse der „Carbonate, Nitrate und Borate“ und dort in die Abteilung der „Wasserhaltigen Carbonate“ ein. Hier ist er als einziges Mitglied in der unbenannten Gruppe 15.02.05 innerhalb der Unterabteilung „Wasserhaltige Carbonate mit A+mB2+n(XO3)p · x(H2O), (m+n):p > 1:1“ zu finden.

## Kristallstruktur
Andersonit kristallisiert trigonal in der Raumgruppe R3m (Raumgruppen-Nr. 166) mit den Gitterparametern a = 18,009 Å und c = 23,838 Å sowie 18 Formeleinheiten pro Elementarzelle.
Die Kristallstruktur von natürlichem Andersonit konnte bisher noch nicht aufgeklärt werden; es liegen lediglich Untersuchungen zu synthetischem Material vor.

## Eigenschaften

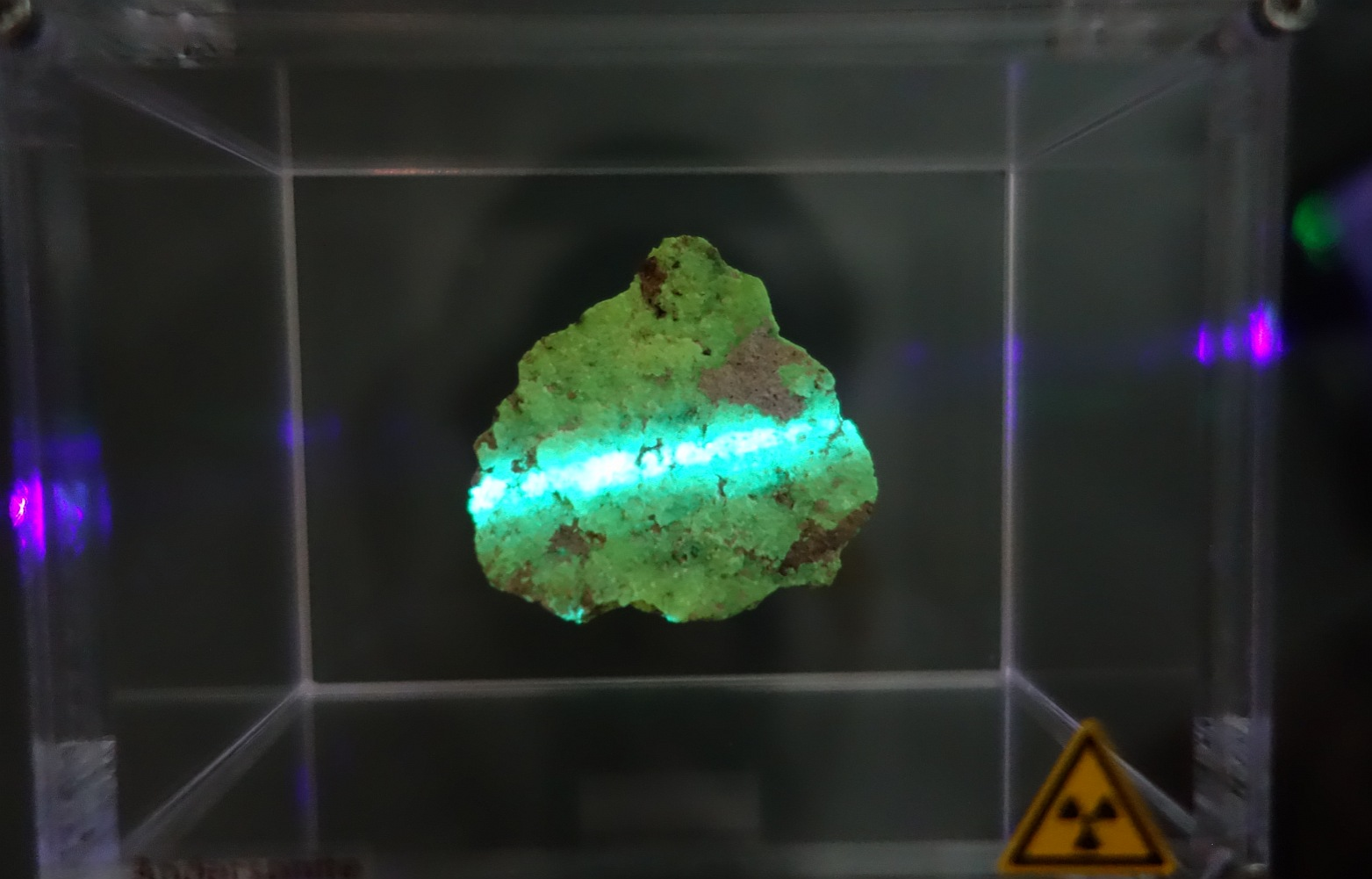
grünlich fluoreszierender Andersonit

Das Mineral ist durch seinen Urangehalt von bis zu 37 % radioaktiv. Unter Berücksichtigung der Mengenanteile der radioaktiven Elemente in der idealisierten Summenformel sowie der Folgezerfälle der natürlichen Zerfallsreihen wird für das Mineral eine spezifische Aktivität von etwa 66,1 kBq/g angegeben (zum Vergleich: natürliches Kalium 0,0312 kBq/g). Der zitierte Wert kann je nach Mineralgehalt und Zusammensetzung der Stufen deutlich abweichen, auch sind selektive An- oder Abreicherungen der radioaktiven Zerfallsprodukte möglich und ändern die Aktivität.
Andersonit fluoresziert hellgrün unter kurzwelligem (254 nm) und türkisfarben unter langwelligem (366 nm) UV-Licht.

## Bildung und Fundorte

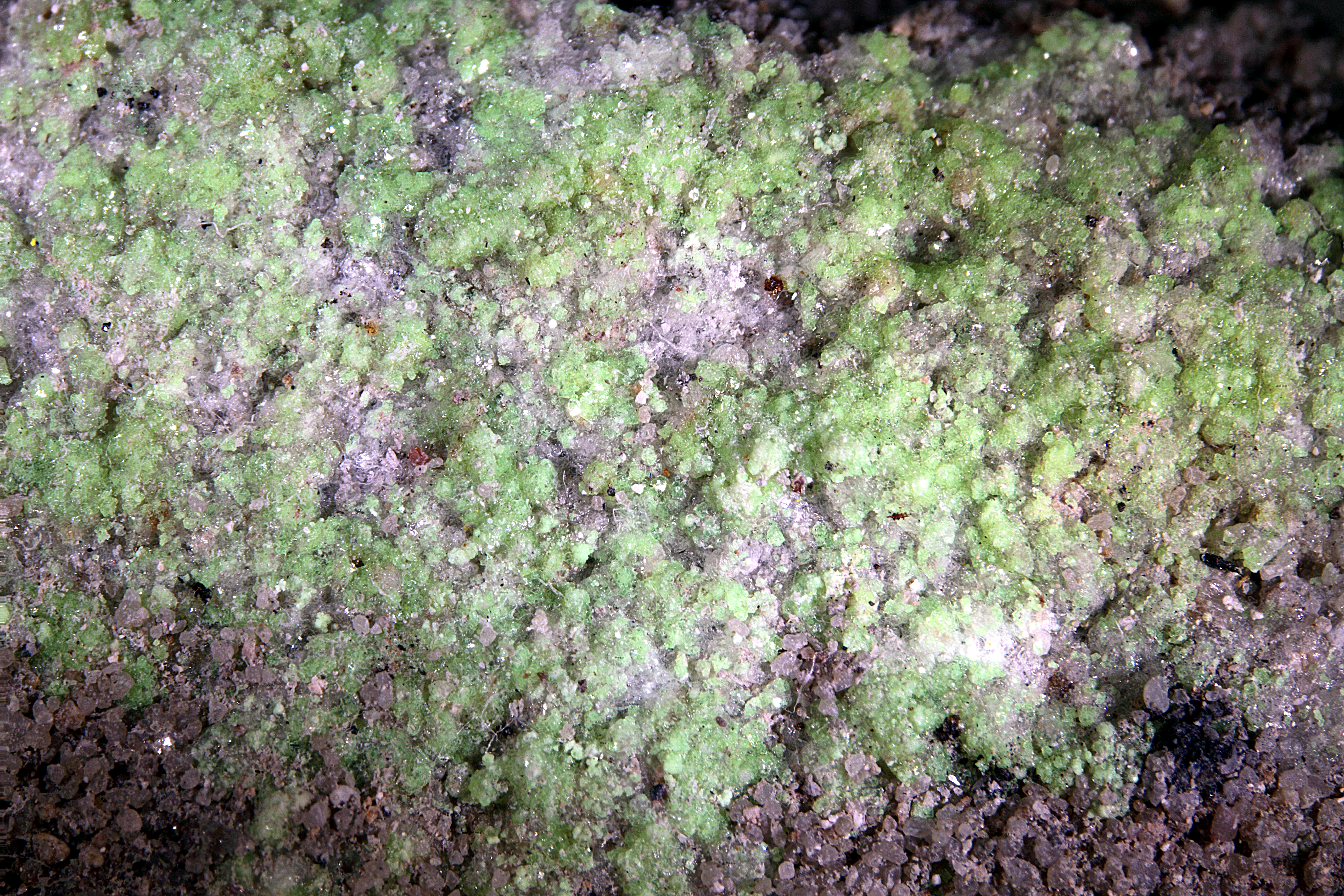
Grüne, undeutlich ausgebildete Kristalle von Andersonit auf Sandstein aus der D-Day Mine, Grand County, Utah, USA (Bildbreite: 23 mm)

Andersonit bildet sich sekundär in der Oxidationszone von uranhaltigen hydrothermalen polymetallischen Lagerstätten. Es findet sich häufig in Form krustiger Überzüge in den Grubengängen und kann gegebenenfalls auch durch post-bergbauliche Mineralisation entstehen. Als Begleitminerale können unter anderem Bayleyit, Boltwoodit, Gips, Liebigit, Schröckingerit und Swartzit auftreten.
Als seltene Mineralbildung konnte Andersonit nur in wenigen Proben nachgewiesen werden, wobei bisher rund 50 Fundorte dokumentiert sind (Stand 2019), die überwiegend in den Vereinigten Staaten liegen. Neben seiner Typlokalität, der Hillside Mine bei Bagdad im Yavapai County trat das Mineral in Arizona noch bei Cameron im Coconino County auf. Weitere Funde kennt man unter anderem aus Colorado (Bull Canyon, Gateway, Slick Rock), Nevada (Reese River District), Pennsylvania (Mount Pisgah, Jim Thorpe) und Utah (Delta im Emery County, Moab, Grand County, Thompsons District, Blanding, Cane Creek, Cane Springs, White Canyon District).
Erwähnenswert aufgrund außergewöhnlicher Andersonitfunde ist vor allem der Unter-Distrikt Ambrosia Lake im McKinley County von New Mexico, wo bis zu einem Zentimeter große Kristalle gefunden wurden.
In Deutschland konnte Andersonit bisher nur im Bergwerk Drosen bei Ronneburg in Thüringen gefunden und der bisher einzige bekannte Fundort in Österreich ist der Haidbachgraben (auch Myrthengraben) in der Gemeinde Semmering an der südlichen Grenze Niederösterreichs.
In der Tschechischen Republik fand sich das Mineral bisher an den drei Fundorten Předbořice (Ortsteil von Černíny, Kutná Hora), Jáchymov (Karlovy Vary) und Rožná (Žďár nad Sázavou).
Weitere bisher bekannte Funde für Andersonit mit zwei Fundorten kennt man aus England im Vereinigten Königreich sowie mit jeweils einem Fundort aus Argentinien, Griechenland, Frankreich, Italien, Japan, Rumänien, Schweden, die Slowakei, Spanien und Ungarn.

## Vorsichtsmaßnahmen
Aufgrund der Toxizität und der starken Radioaktivität des Minerals sollten Mineralproben vom Andersonit nur in staub- und strahlungsdichten Behältern, vor allem aber niemals in Wohn-, Schlaf- und Arbeitsräumen aufbewahrt werden. Ebenso sollte eine Aufnahme in den Körper (Inkorporation, Ingestion) auf jeden Fall verhindert und zur Sicherheit direkter Körperkontakt vermieden sowie beim Umgang mit dem Mineral Atemschutzmaske und Handschuhe getragen werden.